# Horns
Horns (publicado no Brasil como "Amaldiçoado" e, posteriormente, como "O Pacto") é o terceiro livro (e segundo romance) do escritor estadunidense Joe Hill.
Foi lançado em 2010, fazendo grande sucesso e recebendo diversos prêmios e ótimas críticas. É uma história que mistura os gêneros terror, fantasia e drama com literatura policial, uma vez que o personagem principal utiliza os poderes dos seus recém adquiridos chifres para solucionar um crime que destruiu sua vida e vitimou sua namorada. 